# يوهان فوسكامب
يوهان فوسكامب (بالهولندية: Johan Voskamp)‏ (15 أكتوبر 1984 في هولندا - ) هو لاعب كرة قدم هولندي في مركز الهجوم. لعب مع آر كي سي فالفيك وسبارتا روتردام وشلوسك فروتسلاو ونادي إكسلسيور وهيلموند سبورت.

## روابط خارجية
- يوهان فوسكامب على موقع قاعدة بيانات كرة القدم.إي يو (الإنجليزية)
- يوهان فوسكامب على موقع Soccerway.com (الإنجليزية)